# Danny Latza
Danny Latza (Gelsenkirchen, 7 de dezembro de 1989) é um futebolista alemão..

## Carreira
Danny Latza começou sua carreira em 1995, com a idade de cinco anos, como um juvenil com a sua equipa local, DJK Arminia Uckendorf. Ele permaneceu como um jogador por três anos antes de se mudar para o Schalke 04 , onde começou sua carreira profissional. Sua primeira atuação profissional na Bundesliga foi em 14 de Fevereiro de 2009 contra o VfL Bochum, quando entrou como um substituto de Levan Kobiashvili.
Transferiu-se para o SV Darmstadt 98 para a temporada 2011–12. Em 22 de Maio de 2013, foi anunciado que o MSV Duisburg tinha assinado com Latza.